# نموذج بلامر

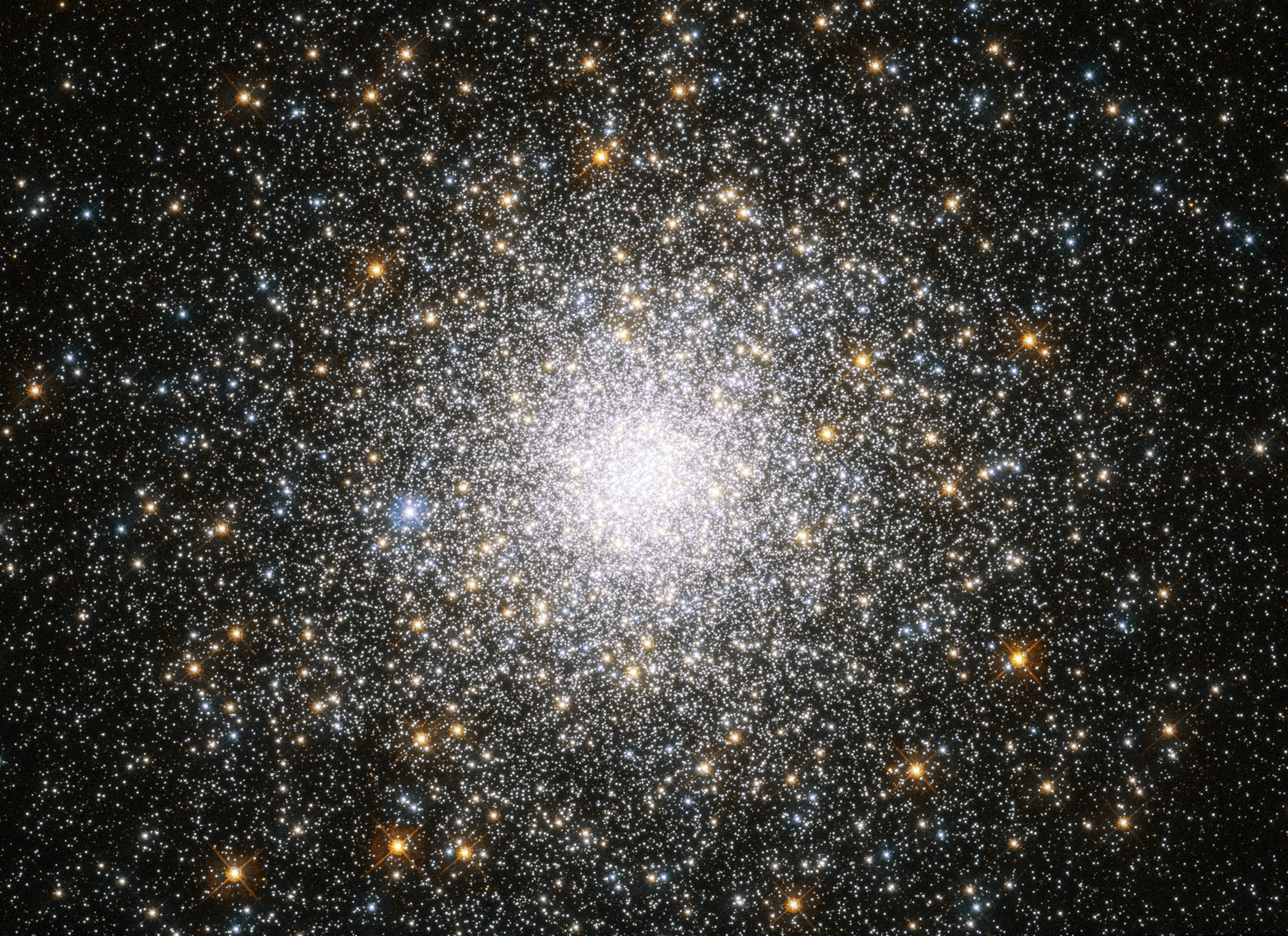

نموذج بلامر أو كرة  بلامر هو قانون للكثافة أول من استخدمه كان هينري بلامر لتناسب ملاحظات التجمعات النجمية العنقودية. يستخدم الآن غالبًا كنموذج للعبة في عمليات محاكاة المركب  Nللأنظمة النجمية.

## وصف النموذج

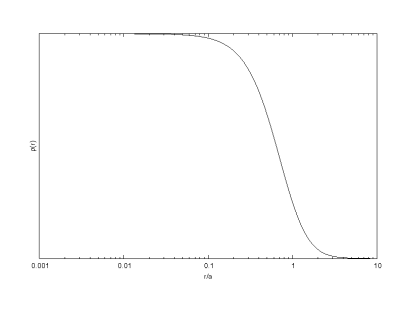
قانون الكثافة لنموذج بلامر

يتم إعطاء التشكيل الجانبي ثلاثي الأبعاد لـ بلامر بواسطة
{\displaystyle \rho _{P}(r)={\bigg (}{\frac {3M}{4\pi a^{3}}}{\bigg )}{\bigg (}1+{\frac {r^{2}}{a^{2}}}{\bigg )}^{-{\frac {5}{2}}}\,,}
حيث M هي الكتلة الكلية للكتلة، و هي نصف قطر بلامر، وهي معامل مقياس تقوم بتحديد حجم لب الكتلة. الاحتمال المقابل هو
{\displaystyle \Phi _{P}(r)=-{\frac {GM}{\sqrt {r^{2}+a^{2}}}}\,,}
حيث G هو ثابت الجاذبية نيوتن. تشتت السرعة هو
{\displaystyle \sigma _{P}^{2}(r)={\frac {GM}{6{\sqrt {r^{2}+a^{2}}}}}\,.}
وظيفة التوزيع هي
{\displaystyle f({\vec {x}},{\vec {v}})={\frac {24{\sqrt {2}}}{7\pi ^{3}}}{\frac {Na^{2}}{G^{5}M^{5}}}(-E({\vec {x}},{\vec {v}}))^{7/2}\,,}
إذا {\displaystyle E<0} و {\displaystyle f({\vec {x}},{\vec {v}})=0} وإلا ، حيث {\displaystyle E({\vec {x}},{\vec {v}})={\frac {1}{2}}v^{2}+\Phi _{P}(r)} هي الطاقة المحددة.

## الخصائص
يتم إعطاء الكتلة المغلقة داخل دائرة نصف قطرها {\displaystyle r}  بواسطة
{\displaystyle M(<r)=4\pi \int _{0}^{r}r^{2}\rho _{P}(r)dr=M{r^{3} \over \left(r^{2}+a^{2}\right)^{3/2}}}.
تم وصف العديد من الخصائص الأخرى لنموذج بلامر في ورقة هيرويك ديونا الشاملة.
نصف القطر الأساسي {\displaystyle r_{c}}، حيث تنخفض كثافة السطح إلى نصف قيمته المركزية، يكون {\displaystyle r_{c}=a{\sqrt {{\sqrt {2}}-1}}\approx 0.64a}.
نصف قطر نصف الكتلة هو {\displaystyle r_{h}={\big (}{\frac {1}{0.5^{2/3}}}-1{\big )}^{0.5}\ a\approx 1.3a}
دائرة نصف قطرها هي {\displaystyle r_{V}={\frac {16}{3\pi }}a\approx 1.7a}
نقاط الدوران الشعاعية للمدار التي تتميز بالطاقة المحددة {\displaystyle E={\frac {1}{2}}v^{2}+\Phi (r)} والزخم الزاوي النسبي المحدد {\displaystyle L=|{\vec {r}}\times {\vec {v}}|} تم الحصول عليها بالجذور الموجبة للمعادلة التكعيبية.
{\displaystyle R^{3}+{\frac {GM}{E}}R^{2}-\left({\frac {L^{2}}{2E}}+a^{2}\right)R-{\frac {GMa^{2}}{E}}=0}.
حيث {\displaystyle R={\sqrt {r^{2}+a^{2}}}} بحيث {\displaystyle r={\sqrt {R^{2}-a^{2}}}}. تحتوي هذه المعادلة على ثلاثة جذور حقيقية لـ {\displaystyle R}، اثنان موجبان وأخر سالب بالنظر {\displaystyle L<L_{c}(E)}، حيث {\displaystyle L_{c}(E)} هو الزخم الزاوي المحدد لمدار دائري لنفس الطاقة. هنا {\displaystyle L_{c}} يمكن حساب {\displaystyle L_{c}} من جذر واحد حقيقي للدالة التكعيبية التي هي في حد ذاتها دالة تكعيبية أخرى.
{\displaystyle {\underline {E}}\,{\underline {L}}_{c}^{3}+\left(6{\underline {E}}^{2}{\underline {a}}^{2}+{\frac {1}{2}}\right){\underline {L}}_{c}^{2}+\left(12{\underline {E}}^{3}{\underline {a}}^{4}+20{\underline {E}}{\underline {a}}^{2}\right){\underline {L}}_{c}+\left(8{\underline {E}}^{4}{\underline {a}}^{6}-16{\underline {E}}^{2}{\underline {a}}^{4}+8{\underline {a}}^{2}\right)=0}
حيث تكون المعاملات التي تحتها خط هي بلا أبعاد في وحدات هينون المعرّفة كـ {\displaystyle {\underline {E}}=Er_{V}/(GM)}

## التطبيقات
يأتي نموذج بلامر أقرب إلى تمثيل ملفات تعريف الكثافة المرصودة لمجموعات النجوم [بحاجة لمصدر]، على الرغم من الانخفاض السريع للكثافة في نصف القطر الكبير ({\displaystyle \rho \rightarrow r^{-5}}) ليس وصفًا جيدًا لهذه الأنظمة.
لا يتطابق سلوك الكثافة بالقرب من المركز مع ملاحظات المجرات الإهليلجية، والتي تظهر عادة كثافة مركزية متباعدة.
السهولة التي يمكن بها تحقيق كرة بلامر كنموذج من طراز مونت كارلو قد جعلها الخيار المفضل لمحاكاة الجسم N، على الرغم من افتقار النموذج إلى الواقعية.